# 60.ª Divisão de Infantaria (Alemanha)
A 60ª Divisão de Infantaria (em alemão:60. Infanterie-Division) foi uma unidade militar que serviu no Exército alemão durante a Segunda Guerra Mundial. Foi reorganizada num divisão motorizada no mês de agosto de 1940, sendo destruída em Stalingrado no mês de fevereiro de 1943. Foi recriada como 60. Panzergrenadier-Division a partir das partes restantes da 60ª Divisão de Infantaria motorizada e o Grenadier-Regiment 271 "Feldherrnhalle" da 93ª Divisão de Infantaria. Foi reorganizada e redesignada Divisão Panzer Feldherrnhalle no mês de novembro de 1944.

## Comandantes
| Comandante                                  | Data                                           |
| 60ª Divisão de Infantaria                   | 60ª Divisão de Infantaria                      |
| ------------------------------------------- | ---------------------------------------------- |
| Generalleutnant Friedrich-Georg Eberhardt   | 15 de outubro de 1939 - ? de agosto de 1940    |
| 60ª Divisão de Infantaria Motorizada        |                                                |
| Generalleutnant Friedrich-Georg Eberhardt   | ? de agosto de 1940 - 15 de maio de 1942       |
| Generalleutnant Otto Kohlermann             | 15 de maio de 1942 - ? de novembro de 1942     |
| Generalmajor Hans-Adolf von Arenstorff      | ? de novembro de 1942 - ? de fevereiro de 1943 |
| Panzergrenadier-Division Feldherrnhalle     |                                                |
| Generalleutnant Otto Kohlermann             | ? de junho de 1943 - 3 de abril de 1944        |
| Generalmajor Friedrich-Carl von Steinkeller | 3 de abril de 1944 - 8 de julho de 1944        |
| Generalmajor Günther Pape                   | 8 de julho de 1944 - ? de novembro de 1944     |

## Área de operações
| Alemanha                       | setembro de 1939 - maio de 1940     |
| França                         | maio de 1940 - agosto de 1940       |
| França                         | agosto de 1940 - abril de 1941      |
| Jugoslávia                     | abril de 1941 - novembro de 1941    |
| Frente Oriental, setor sul     | novembro de 1941 - outubro de 1942  |
| Stalingrado                    | outubro de 1942 - fevereiro de 1943 |
| França                         | junho de 1943 - outubro de 1943     |
| Frente Oriental, setor central | outubro de 1943 - fevereiro de 1944 |
| Frente Ocidental, setor norte  | fevereiro de 1944 - junho de 1944   |
| Frente Oriental, setor central | junho de 1944 - outubro de 1944     |
| Hungria                        | outubro de 1944 - novembro de 1944  |